# كريستوف لومير
كريستوف لومير (بالفرنسية: Christophe Lemaire)‏ هو فارس فرنسي، ولد في 20 مايو 1979 في Gouvieux ‏ في فرنسا.